# クラシックギター (器楽)

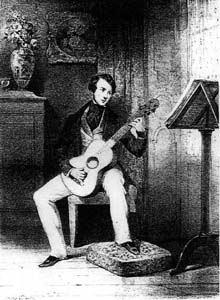
19世紀のギタリスト、マッテオ・カルカッシ

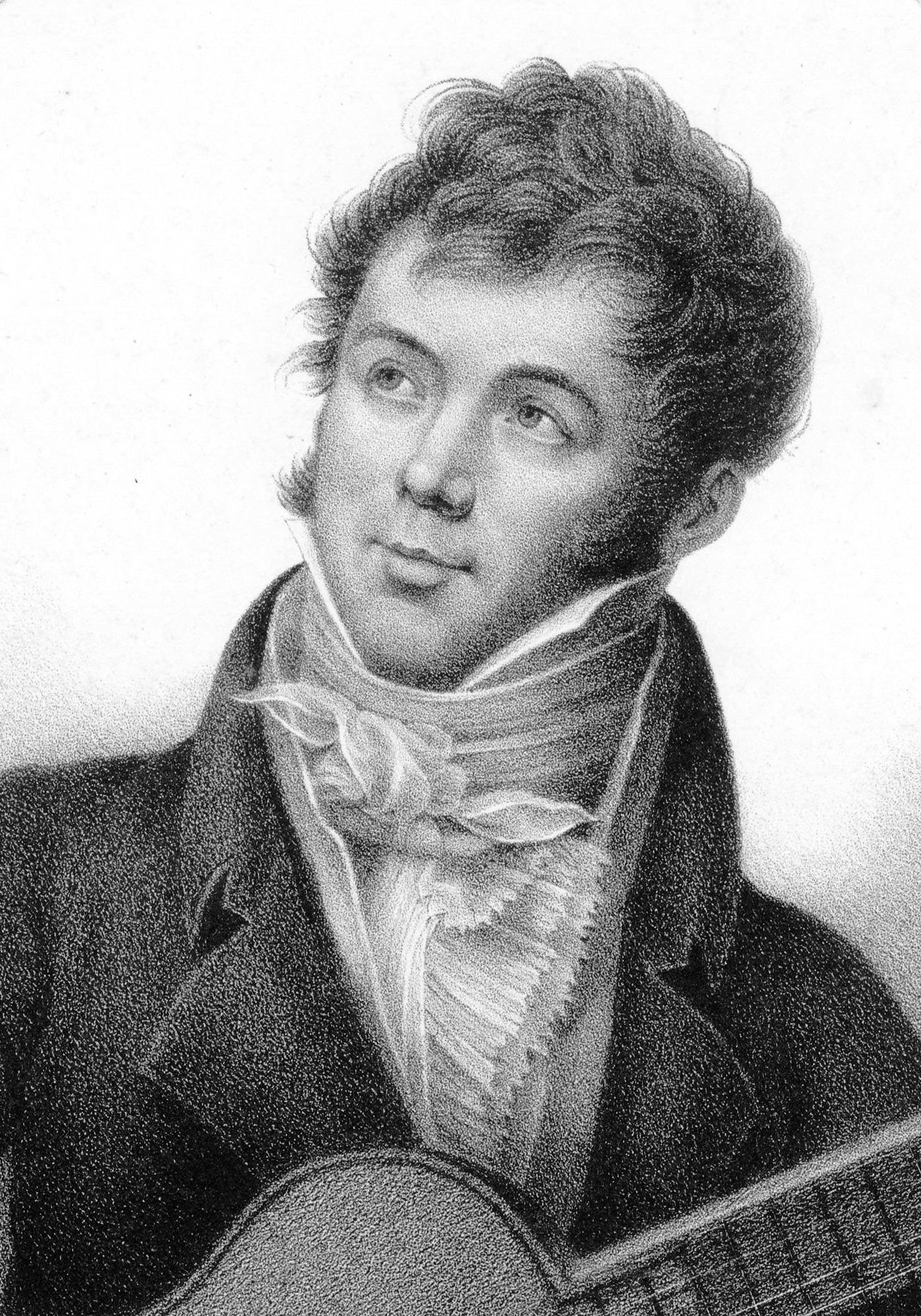
フェルナンド・ソル

器楽のジャンルとしてのクラシックギターは、クラシック・ギターを使用するクラシック音楽のことである。

## 概要
現在で言うところのクラシック音楽のうち、ギターを用いた演奏や楽曲は、ルネサンス期から存在していた。続くバロック期、古典派、ロマン派の作曲家たちの中にも、ギターを使用した楽曲を書いた者が現れた。
バロック期のスペインでは，ガスパル・サンスやルイス・デ・ミラン，フランスではルイ14世のギター教師でもあったロベール・ド・ヴィゼーらが著名である。
18世紀末から19世紀前半には、フェルナンド・ソルやマッテオ・カルカッシら優れた作曲家、演奏家が活躍し、コンサート楽器としての地位を確立してゆくが、これらの音楽家が一線から去るとともに一旦衰退する。19世紀後半アルカスやその弟子タレガがアントニオ・デ・トーレスの楽器を用いてその地位を復興した。
20世紀にはいると、スペインのギタリスト、アンドレス・セゴビアが、トーレスタイプのモダンギターを使用して精力的に演奏活動、また他楽器向けの作品からの編曲によるレパートリーの開拓を行い、再びギター音楽が注目され始める。彼のために、数多くの優れた作曲家がギター用の楽曲を書いた。その後、ナルシソ・イエペス、ジュリアン・ブリーム、ジョン・ウィリアムスなどの演奏家が、それぞれ独自のスタイルでクラシック・ギター愛好者の幅を広げた。
日本では、山下和仁がオーケストラ作品などの編曲演奏を通じ、超絶技巧を駆使した演奏を繰り広げて、ギターの楽器としての潜在能力を大きく引き出した。また、福田進一などは19世紀ギターを活用するなど、オリジナル楽器の魅力も追求している。

## 主な楽曲
クラシックギターのレパートリーには、19世紀ギターのために書かれた作品や、近現代の作家の作品の他に、ルネサンス期のスペインの楽器、ビウエラのためのオリジナル曲、バロック時代のリュート作品や、幅広い時代の様々な楽器のための楽曲からの編曲も多い。20世紀には、ホアキン・ロドリーゴ、カステルヌオーヴォ＝テデスコなどギターを弾かない作曲家が数多くのギター作品を残した。その一方で、レオ・ブローウェルなど高いギター演奏能力を持つ作曲家の活躍も続いている。

### 特に著名な楽曲
- アルハンブラの想い出（タレガ）
- アランフエス協奏曲（ロドリーゴ）
- 愛のロマンス（『禁じられた遊び』挿入曲）（アントニオ・ルビーラ）
- タンゴ・アン・スカイ（ローラン・ディアンス）
- サンバースト（アンドリュー・ヨーク）
- 大聖堂（アグスティン・バリオス）
- 最後のトレモロ（アグスティン・バリオス）
- ショーロNo1（ヴィラ・ロボス）
- ベネズエラワルツ（アントニオ・ラウロ）
- はちすずめ（サグレラス）

### ギターを含む室内楽曲
- パガニーニ
  - 四重奏曲（ギター、ヴァイオリン、ヴィオラ、チェロ）
  - 三重奏曲（ギター、ヴィオラ、チェロ）

パガニーニはギターの演奏もよくし、他にヴァイオリンとギターの二重奏曲が数多くある。
- フランツ・ヨーゼフ・ハイドン
  - 四重奏曲 ニ長調（ギター、ヴァイオリン、ヴィオラ、チェロ）
  - 四重奏曲 ニ長調（ギター、ヴァイオリン、ヴィオラ、チェロ）
- ボッケリーニ
  - ギター五重奏曲第1番 ニ短調（ギター、第1ヴァイオリン、第2ヴァイオリン、ヴィオラ、チェロ）
  - ギター五重奏曲第2番 ホ長調（ギター、第1ヴァイオリン、第2ヴァイオリン、ヴィオラ、チェロ）
  - ギター五重奏曲第3番 変ロ長調（ギター、第1ヴァイオリン、第2ヴァイオリン、ヴィオラ、チェロ）
  - ギター五重奏曲第4番 ニ長調「ファンダンゴ」（ギター、第1ヴァイオリン、第2ヴァイオリン、ヴィオラ、チェロ）
  - ギター五重奏曲第5番 ニ長調（ギター、第1ヴァイオリン、第2ヴァイオリン、ヴィオラ、チェロ）
  - ギター五重奏曲第6番 ト長調（ギター、第1ヴァイオリン、第2ヴァイオリン、ヴィオラ、チェロ）
  - ギター五重奏曲第7番 ホ短調（ギター、第1ヴァイオリン、第2ヴァイオリン、ヴィオラ、チェロ）
  - ギター五重奏曲第9番 ハ長調「マドリードへの帰営」（ギター、第1ヴァイオリン、第2ヴァイオリン、ヴィオラ、チェロ）
- ヴィヴァルディ
  - ギター協奏曲第1番 イ長調（ギター、第1ヴァイオリン、第2ヴァイオリン、ヴィオラ、チェロ）
  - ギター協奏曲第2番 ニ長調（ギター、第1ヴァイオリン、第2ヴァイオリン、ヴィオラ、チェロ）

（ギターで演奏されることが多いが、オリジナルはリュートの為の作品である）
- シューベルト
  - 四重奏曲（ギター、フルート、ヴィオラ、チェロ）
- ベートーヴェン
  - アダージョ（ギター、ヴァイオリン、フルート、ピアノ）

### クラシックギターが管弦楽に使われている例
- マーラー：交響曲第7番ホ短調「夜の歌」
第4楽章において、マンドリン・ハープとともに、夜曲の場面を演出する。クラシックギターは音量が小さいため、実演においてはPA（拡声装置）を用いることもある。

オペラ・アリアの伴奏にも使われている。
- ロッシーニ : セビリアの理髪師 - Ecco, ridente in cielo
- ドニゼッティ : ドン・パスクワーレ - Com'è gentil
- ヴェルディ : ファルスタッフ